# Daniel Luna
Daniel Andrés Luna García (Cali, Colombia; 7 de mayo de 2003) es un futbolista colombiano. Juega como centrocampista en el R. C. D. Mallorca de la Primera División de España.

## Trayectoria
En la temporada 2021-2022, debutó en el Deportivo Cali tras formarse en las categorías inferiores del club colombiano. El 31 de enero de 2023, firma por el  R. C. D. Mallorca, pero continuaría cedido en el Deportivo Cali de Colombia hasta el final de la temporada.
En verano de 2023, se incorpora a las filas del Real Club Deportivo Mallorca "B" de la Primera Federación de España, filial del conjunto bermellón.
El 1 de febrero de 2024, firma por el C. D. Mirandés de la Segunda División de España, cedido por el  R. C. D. Mallorca, con el que participó en 9 partidos.
En la temporada 2024-25, forma parte de la primera plantilla del Real Club Deportivo Mallorca, con el que llega a disputar dos partidos en la Primera División de España, antes de volver a ser cedido en el mercado de invierno.
El 3 de febrero de 2025, firma por el FC Cartagena de la Segunda División de España, cedido por el R. C. D. Mallorca.

## Selección nacional

### Selecciones juveniles
Ha sido convocado a la Selección Colombia Sub-20, en el Mundial Sub-20 Argentina 2023, Colombia llegó hasta cuartos de final donde perdió 1-3 ante Italia.

## Estadísticas
Actualizado al último partido disputado el 30 de octubre de 2022
| Club                      | Div.          | Temporada     | Liga  | Liga  | Copas nacionales | Copas nacionales | Copas internacionales | Copas internacionales | Total | Total |
| Club                      | Div.          | Temporada     | Part. | Goles | Part.            | Goles            | Part.                 | Goles                 | Part. | Goles |
| ------------------------- | ------------- | ------------- | ----- | ----- | ---------------- | ---------------- | --------------------- | --------------------- | ----- | ----- |
| Deportivo Cali · Colombia | 1.ª           | 2021          | 19    | 1     | 1                | 0                | 0                     | 0                     | 20    | 1     |
| Deportivo Cali · Colombia | 1.ª           | 2022          | 23    | 4     | 0                | 0                | 4                     | 0                     | 27    | 4     |
| Deportivo Cali · Colombia | 1.ª           | 2023          | 0     | 0     | 0                | 0                | 0                     | 0                     | 0     | 0     |
| Deportivo Cali · Colombia | Total club    | Total club    | 42    | 5     | 1                | 0                | 4                     | 0                     | 47    | 5     |
| Total carrera             | Total carrera | Total carrera | 42    | 5     | 1                | 0                | 4                     | 0                     | 47    | 5     |

## Palmarés

### Títulos nacionales
| Título          | Club           | País     | Año  |
| --------------- | -------------- | -------- | ---- |
| Torneo Clausura | Deportivo Cali | Colombia | 2021 |